# 하루노 사쿠라

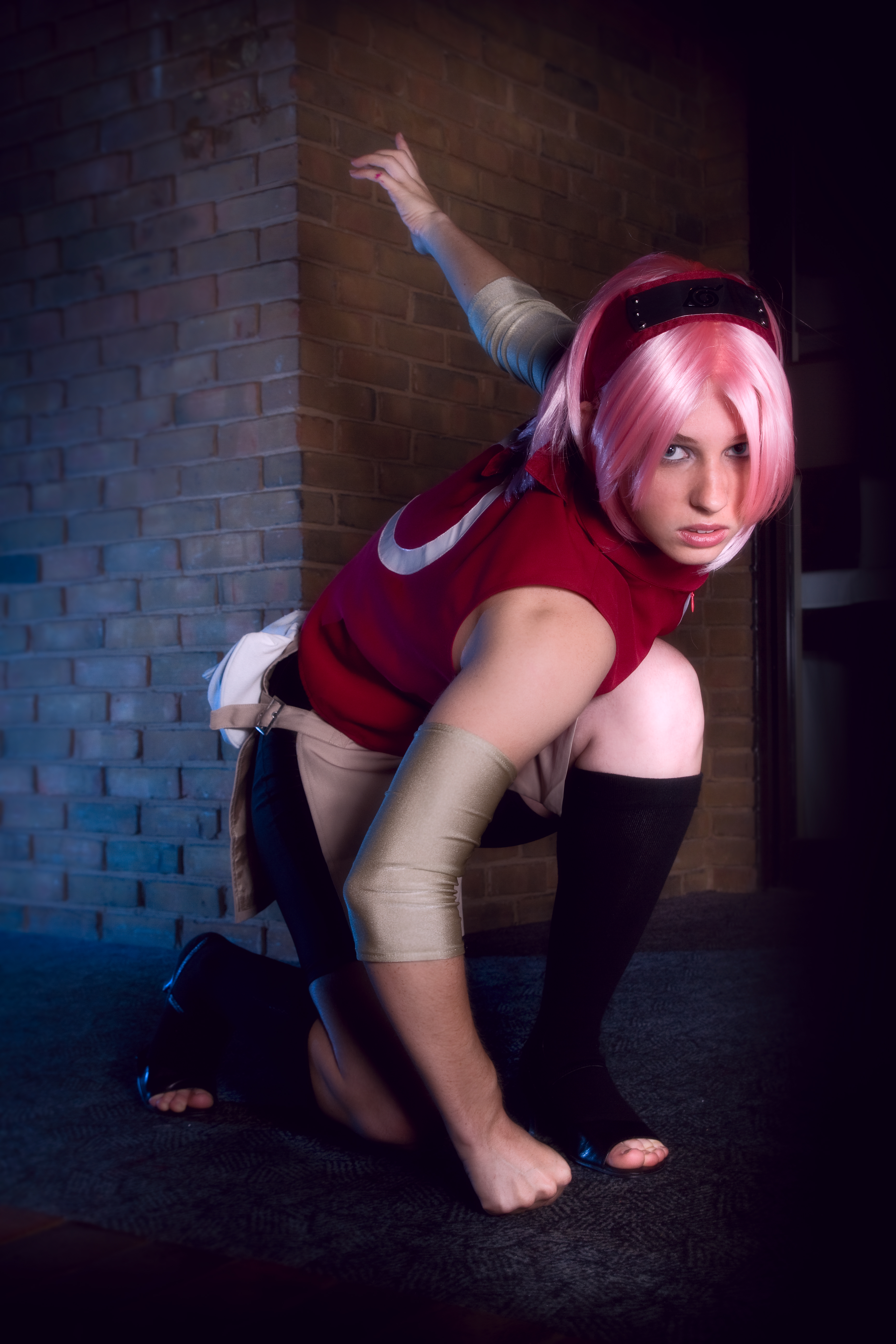

하루노 사쿠라(春野 サクラ)는 만화 《나루토》의 등장인물이다.
성우: 나카무라 치에 / 여민정
상급 닌자 하타케 카카시가 담당하고 있는 제7반의 닌자이다. 처음엔 구미의 인주력인 나루토를 탐탁치 않은 눈으로 바라보며 구박하지만, 동료를 진정으로 아끼며 성장해 나가는 나루토를 점점 인정하게 된다. 가끔은 까칠하고 말괄량이 같은 모습을 보이지만 실은 친구를 걱정하고 돌봐주는 여리고 마음 따뜻한 성격을 지녔다.
나루토 1부에서 사스케가 오로치마루의 힘에 매료되어 나뭇잎 마을을 탈주하자 자신도 강해져서 사스케를 잡는데 힘을 보태겠다는 의지를 불태우며 '전설의 3닌자' 중 한명인 츠나데의 제자로 들어가 의료 인술을 비롯하여 괴력과 각종 전투술을 전수 받는다.
나루토 2부엔 아카츠키의 일원인 사소리에게 당한 칸쿠로 등의 모래마을 닌자들을 치료 해주었으며, 가아라 구출작전에선 모래 마을의 장로 '치요'와 팀을 이루어 상당한 실력자인 사소리를 이기는데 성공한다. 백호의 술을 사용할 수 있다. 이후 사스케와 결혼하여 딸 우치하 사라다를 둔다.